# 권오창
권오창(權五昌, 1948년 3월 15일 강원도 강릉시 ~ )은 대한민국의 한국화가로, 호는 동강(東江)이며, 한국미술협회 회원이다.
영정과 인물 초상화 전문 화가로 일하고 있으며 주로 한국의 역사에 등장하는 인물의 초상화(어진과 선현의 영정 포함)와 미술 유물 작품을 모사, 추사했다. 그가 그린 설총(1992년 지정), 김부식(1993년 지정), 정도전(1994년 지정), 이지함(1998년 지정), 강수, 김윤후(2003년 지정), 백제 성왕(2004년 지정), 맹사성(2008년 지정), 이사부(2011년 지정)은 대한민국 정부에서 지정한 정부표준영정으로 지정되어 있다.

## 전시회

### 개인전
- 1990년 《조선조 말기 복식과 초상전》 (서울특별시 송파구 롯데미술관)
- 1998년 《조선시대 궁중 복식 회화전》 (서울특별시 덕수궁 궁중유물전시관)
- 2010년 《조선시대 우리 옷 그림전》 (서울특별시 운현궁)

### 초대전
- 1979년 《동심의 표정전》
- 1998년 《인물화로 보는 조선시대 복식 회화전》 (서울특별시 갤러리미즈), 《서울 초대전》 (서울특별시 현대아트갤러리), 《부산 초대전》 (부산광역시 현대아트홀)
- 1999년 《미드페스트 인터내셔널 교육재단 초청 인물화로 보는 조선시대 의상전》 (미국 오하이오 주), 《울산 초대전》 (울산광역시 현대아트갤러리), 《한미문화재단 초청 미국 5개 도시 순회전》
- 2005년 《서울옥션센터 특별 기획전》 (서울특별시 서울옥션센터, 출품작 《기생》), 《왕의 초상: 경기전과 태조 이성계전》 (전라북도 전주시 국립전주박물관)

## 저술
- 권오창 (1998년 4월 30일). 《인물화로 보는 조선시대 우리옷》. 현암사. ISBN 9788932309477.
- 권오창 (2005), 《태조어진 모사 과정에 관한 고찰, 왕의 肖像,》, 논문, 국립전주박물관

## 참고 자료
- “기획전시 - 권오창 화백의 조신시대 우리옷 그림 展”. 《운현궁》. 2010년 3월 12일. 2016년 10월 16일에 원본 문서에서 보존된 문서. 2016년 10월 16일에 확인함.